# Palais des congrès 78
Albums de Michel Sardou
Je vole Verdun
Palais des congrès 78 est le quatrième album live de Michel Sardou enregistré lors de son premier passage au Palais des congrès de Paris, du 28 octobre au 29 novembre 1978.
Publié à l'origine sous le titre de Palais des congrès, il a été réédité en 1993 sous le titre complet de Palais des congrès 78. Le concert n'a jamais été édité en vidéo.

## Fiche technique

### Liste des titres
| 1.  | Introduction : Star Wars             |  |
| 2.  | J’ai 2000 ans                        |  |
| 3.  | J’y crois                            |  |
| 4.  | Huit jours à El Paso                 |  |
| 5.  | Comme d'habitude                     |  |
| 6.  | À des années d’ici                   |  |
| 7.  | Les Vieux mariés                     |  |
| 8.  | Aujourd’hui peut-être                |  |
| 9.  | Présentation des musiciens           |  |
| 10. | 6 milliards, 900 millions, 980 mille |  |
| 11. | La Maladie d'amour                   |  |
| 12. | Mon fils                             |  |
| 13. | La Marche en avant                   |  |

| 1.  | Je vais t'aimer        |  |
| 2.  | Je vole                |  |
| 3.  | Les Villes de solitude |  |
| 4.  | Je vous ai bien eus    |  |
| 5.  | Rien                   |  |
| 6.  | Le Temps des colonies  |  |
| 7.  | Un roi barbare         |  |
| 8.  | Le Prix d’un homme     |  |
| 9.  | Le France              |  |
| 10. | Dix ans plus tôt       |  |
| 11. | En chantant            |  |
| 12. | La Java de Broadway    |  |

### Crédits
- Mise en scène : Bernard Lion
- Arrangements et direction d'orchestre : Guy Guermeur
- Accompagnement : Orchestre de René Coll
- Ingénieur du son : Roland Guillotel
- Enregistrement : Manor Mobile
- Mixage : Pierre Billon et Roland Guillotel au Studio 92
- Gravure : Studio 92
- Direction artistique : Pierre Billon

## Vidéo
Aucune vidéo de ce concert n'a été commercialisé. Cependant deux émissions de télévision de l'époque ont diffusé des extraits du concert.

### Sardou (A2 - 19 Septembre 1979)
- Je vais t'aimer
- Les Villes de solitude
- Je vous ai bien eus
- C'est ma vie
- Le France
- Dix ans plus tôt
- Comme d'habitude
- Aujourd’hui peut-être
- Les Vieux mariés
- 6 milliards, 900 millions, 980 mille
- Et mourir de plaisir
- Mon fils
- La Marche en avant

### Les rendez-vous du dimanche (TF1 - 26 novembre 1978)
- Huit jours à El Paso
- Je vole.